# ハイソカー

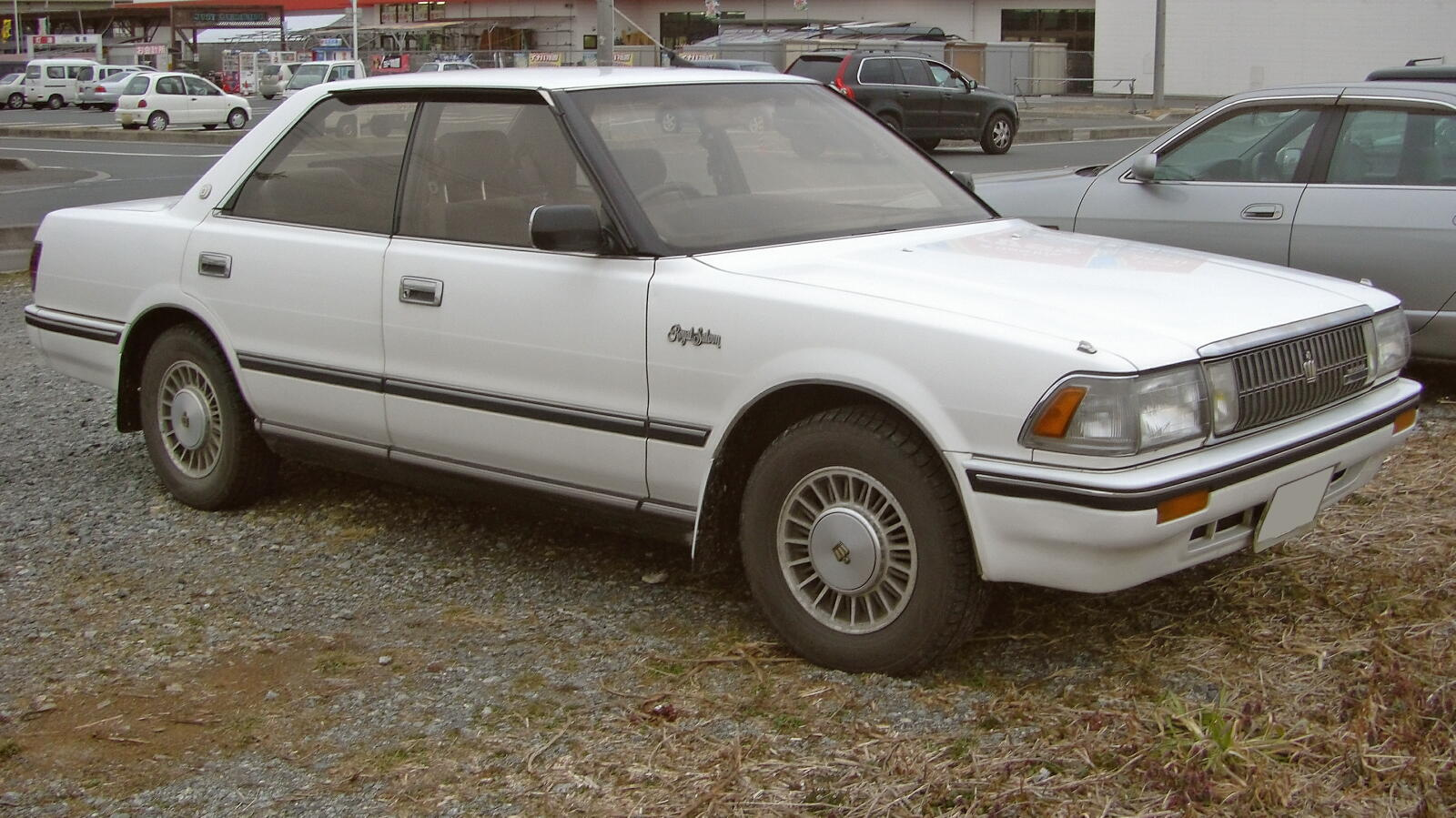
S130系クラウン

ハイソカーとは、1980年代の日本で、日本産の高級乗用車や上級小型乗用車を指した自動車の俗称。語源はHigh society car（和製英語・ハイソサエティ向け車種の意）を略した造語である。特定メーカーの自動車を指した言葉ではないが、実際にハイソカーとしてカテゴライズされたのはトヨタの4ドア車が多い。

## 呼称の経緯

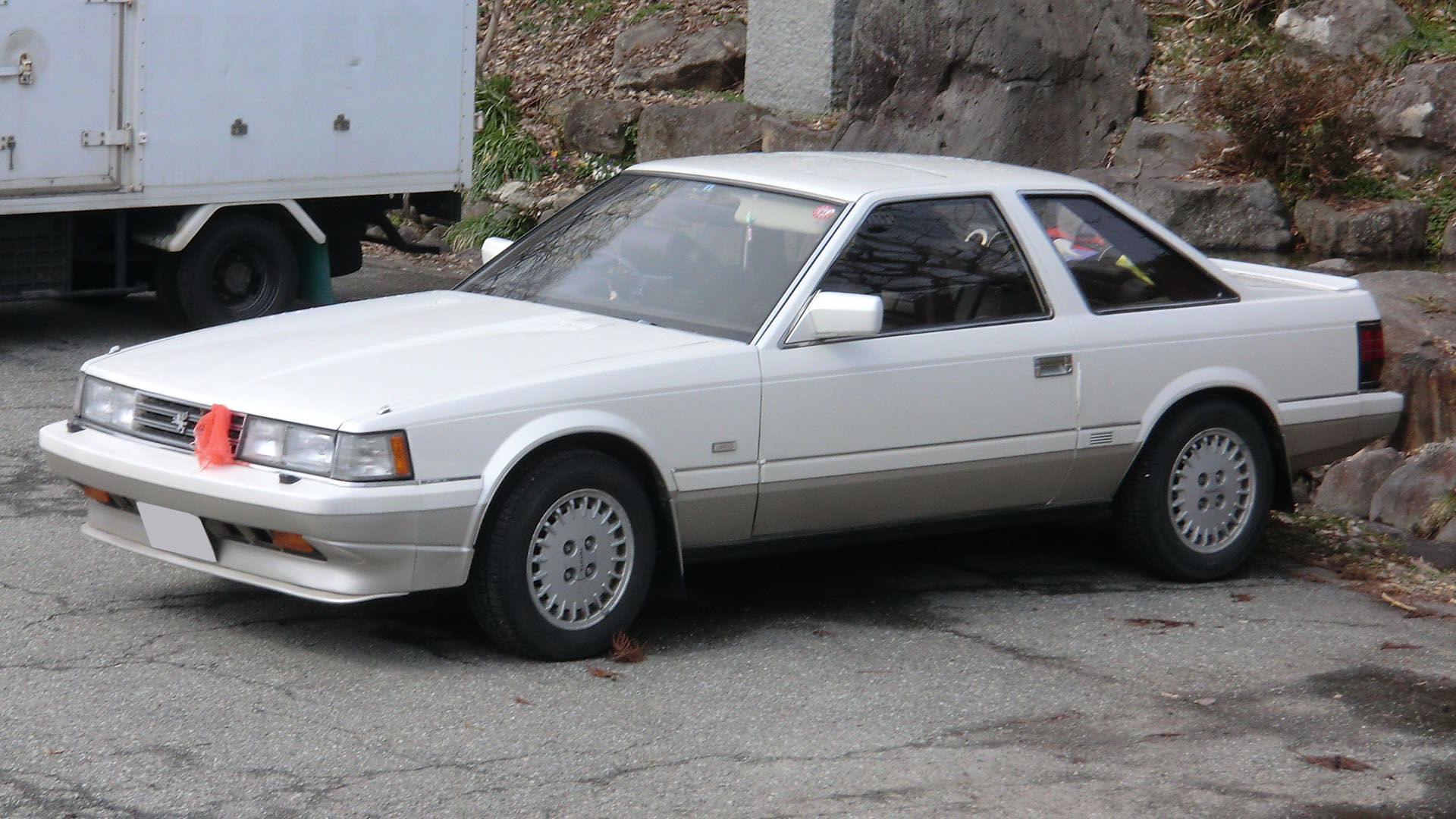
Z10系ソアラ（初代後期型）

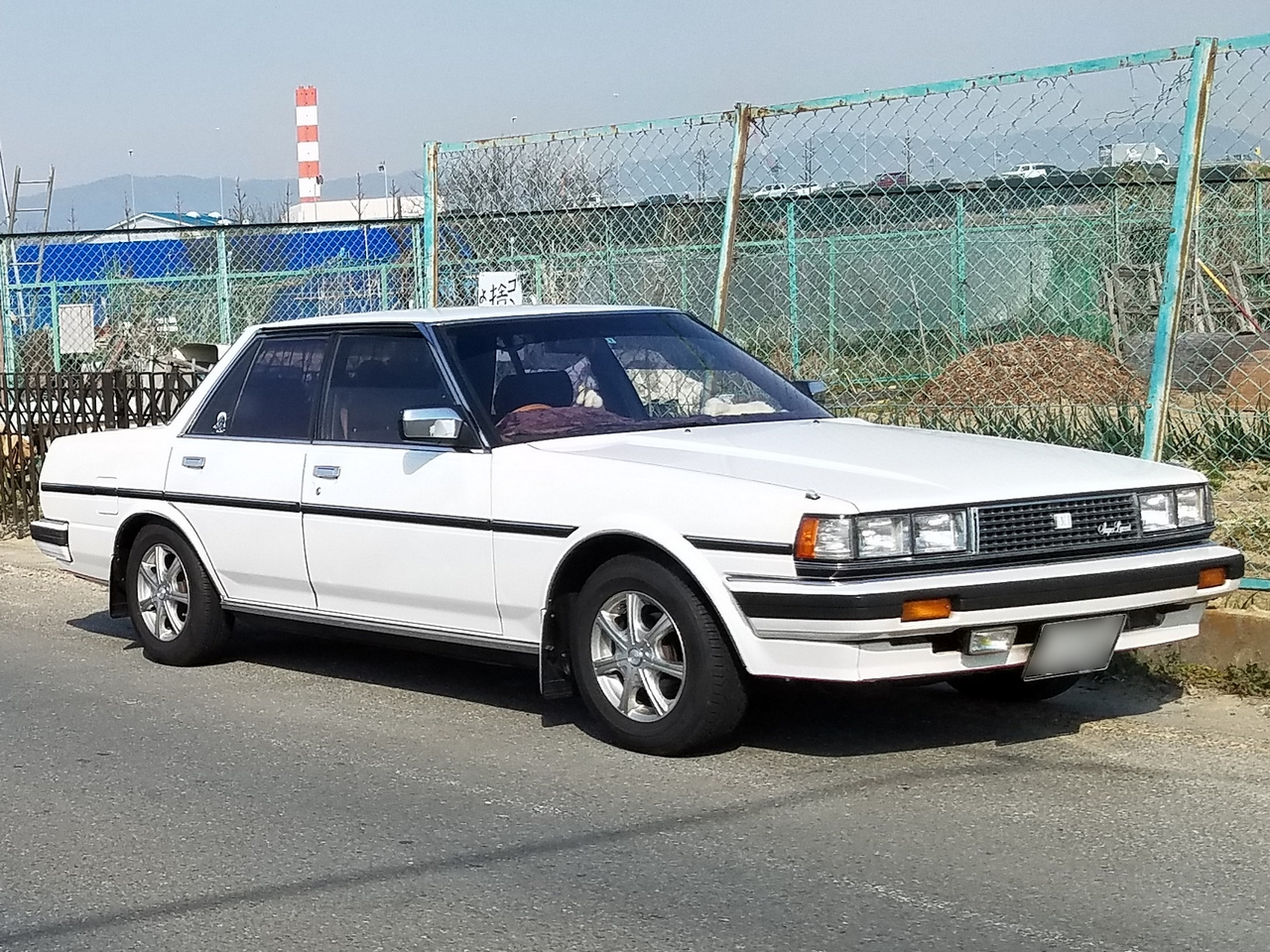
X70系クレスタ スーパールーセント（前期型）

1960年代中盤になると、それまで社用車や公用車として利用されていた車種、あるいは運転手付きで乗るものと考えられていた高級車が景気の上昇に伴い、これまでの黒ないしは暗めの外板色から白を代表とする明るい色へ変わって中流家庭へも徐々に普及しはじめる。1967年（昭和42年）にはトヨタ・クラウンが3代目にフルモデルチェンジし、「白いクラウン」のキャッチコピーで個人需要を開拓した。翌年には「ハイオーナーカー」を謳った日産・ローレルが登場し、この時広告で用いた「ハイオーナーカー」という言葉が、後に上級小型乗用車（トヨタ・マークIIや日産・スカイラインなど）全般を指す言葉として一般化した。
1980年代になり反体制運動やヒッピー文化が一段落すると、人々は都会的で上昇的な暮らしを求めるようになった。自動車もそれまでのアメリカ車の模倣ではない斬新なデザインと、排ガス規制を乗り越えたエンジンが期待されるようになった。そしてその先陣を切ったのが1980年発売の日産・レパードであった。レパードはそれまでの日本車とは一線を画す先進的なスタイリングに、燃費計やフェンダーミラーワイパーといった先進技術を搭載し人々の耳目を集めたが、エンジンは6気筒が旧態依然のL型で、高い評価を得るには至らなかった。その翌年1981年にトヨタは、レパード以上の高級感とデジタルメーターなどの先進装備に、形式こそ旧来のM型でありながら、トヨタでは2000GT以来となる直列6気筒DOHCのシリンダーヘッドを採用した2.8リットルという、当時としては圧倒的なスペックのエンジンを盛り込み、レパードと比べて保守的ながら優美で質感の高いスタイリングをまとったソアラを発売。当時排気量2リットルを超える自動車には年間8万円という自動車税、さらに3ナンバーの普通乗用車には車両価格に23%の物品税がかかっていたが、それでも人々は自動車業界の切り拓いていく未来をソアラに夢見て購入していく。従来車好きからは退屈の象徴とされていたトヨタは、これをきっかけにその評価を覆し始めた。
遡って1980年（昭和55年）にクレスタを発売していたトヨタは、1982年（昭和57年）のマイナーチェンジ時に姉妹車のマークII/チェイサー共々ツインカム24（1G-GEU）を設定。トヨタが「スーパーホワイト」と名付けた白いボディカラー（実際には初代ソアラの前期型で初めて導入された）のこの3車種は爆発的に売れた。
白い高級車のブームは1984年（昭和59年）に登場したGX71系マークII/チェイサー/クレスタで決定的なものとなり、この頃から1クラス上のトヨタ・クラウンや日産・セドリック、ソアラなども含めた、高級乗用車全体のブームへと発展する。当時のバブル景気もこのブームを後押しした。自動車雑誌では「ハイオーナーカーブーム」と呼んでいたが、『ホリデーオート』（モーターマガジン社）がこれを「ハイソカーブーム」と名付け、この頃に登場した多くの高級乗用車を「ハイソカー」と呼ぶようになった。
「ハイソカーブーム」の時代は、オーナーカーとして爆発的に売れただけではなく、多くの車種がフロントエンジン・リアドライブ (FR) だったことから、自動車教習所の教習車や小型タクシーとしても大量に投入されていた（特にマークII3兄弟、ローレル）。
1991年（平成3年）頃にバブル景気が崩壊するとハイソカーの販売に陰りが見えるようになったほか、この頃からブームの主体がハイソカーからオフロード車 (→SUV) やステーションワゴン、ミニバンなど当時『RV』とまとめられた車種群に移行するようになり、ハイソカーの人気が凋落していった。
一方で流通量が豊富でスープラやスカイラインと同系統のエンジンを搭載していたマークII3兄弟・ローレルに関してはそれらの代替としてチューニングカー、とりわけドリ車のベースとして使用されるようになり、ハイソカーは新車当時とは異なる支持のされ方をするようになっていった。
またハイソカーが旧車扱いされるようになった2020年代においては、それまでは「ダサい」等として撤去の対象となっていたコーナーポールやレース仕様のシートカバー、携帯電話用アンテナなどを装着する、いわゆる「当時仕様」のスタイルで乗る者も出てきている。

## 車両概要
「ハイソカー」と呼ばれる車種の多くは、ほとんどが4ドアハードトップのボディを持つ。少数ながら2ドアクーペ（それもノッチバックに限られる）も含まれるが、スポーツカー然としたスタイルのものはハイソカーとして扱われず、セダンに近い形のクーペがハイソカーとして扱われた。内装はワインレッドやブルー、ベージュのモケット張りを基調とし、フルファブリックのルーズクッションシートを合わせた豪華絢爛なものであった。一方で先述したように当時は普通自動車（3ナンバー）に課せられる税金が非常に高かったことから、大半の車種が車幅を小型自動車（5ナンバー）サイズに収めざるを得なかったことや、見た目のデザインを重視したゆえ「ボディサイズのわりに室内が狭い」と言われることが多かった。一部の上級グレードでは電子制御サスペンション（トヨタの商標は「TEMS」）やデジタルメーターなどを装備するものもあったほか、重い車体による出力不足対策としてターボチャージャーやスーパーチャージャーの過給機が装着された2Lエンジンが搭載されているものもあった。
車体色はトヨタの「スーパーホワイトII」が人気を呼び、バーガンディー（ワインレッド）の内装を合わせたマークIIやクレスタ、ソアラが好調な販売を見せた。
「スーパーホワイトII」は1983年（昭和58年）に登場したトヨタ車純正の車体色で、この車体色を最初に導入したのは初代ソアラの後期型である。なお、「スーパーホワイトII」は2020年（令和2年）現在も、同社の一部車種に設定されている。またバブル景気（バブル経済）の絶頂期だった1988年（昭和63年）には上級車種に限り「スーパーホワイトIV」という車体色も存在していたが、こちらは現在姿を消している。
トヨタの「スーパーホワイト」シリーズの車体色に対抗し、競合メーカーの日産も「クリスタルホワイト」シリーズなる車体色を一部の車種に設定し、販売合戦を繰り広げたという逸話も残っている。

## 「ハイソカー」と呼ばれた車種

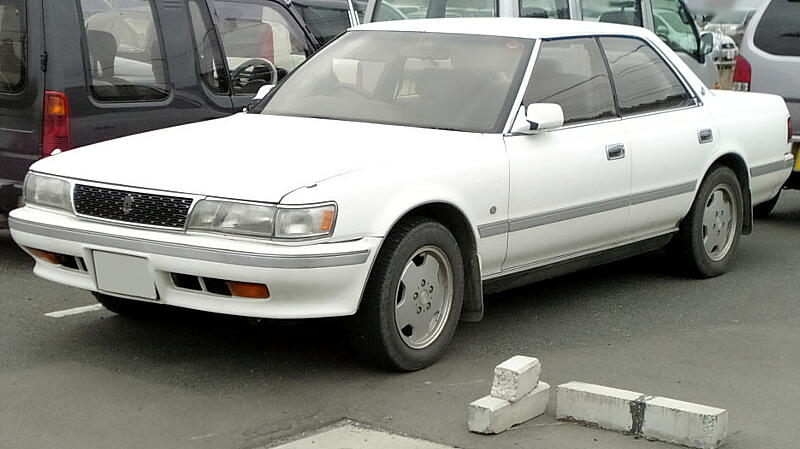
X80系チェイサー （後期型）

上述のとおり実際にハイソカーとしてカテゴライズされたのはトヨタの6気筒FR車だった。
- トヨタ・ソアラ（Z10系 - Z20系）
  - 高性能なツインカムエンジンやハイテク装備で、圧倒的な人気を誇った。
- トヨタ・マークIIハードトップ（X60系 - X80系)
- トヨタ・クレスタ（X50系 - X80系）
  - 「ハイソカー」ブームを牽引した代表的な車種であり、特にセダンの「ダサい」イメージを払拭したクレスタは女性からも人気があった。
- トヨタ・チェイサー（X60系 - X80系）
  - マークII・クレスタよりスポーティな位置づけだったが、マークIIセダン同様やや地味な存在だった。
- トヨタ・クラウン（S120系 - S130系）
  - ソアラやマークII・クレスタと並んで若年層に支持されるようになっていた。
- トヨタ・カリーナED（T160 - T180系）
  - トヨタ初の4ドアピラーレスハードトップ。4気筒の前輪駆動 (FF) 車だったため厳密にはハイソカーに該当しないものの、流麗なフォルムが人気を博した。

## 「ハイソカー」に近い車種
他のメーカーもトヨタの成功に触発され、ハイソカー路線の自動車を販売したが、市場での人気はトヨタに比べて振るわなかった。あるいはトヨタのハイソカー路線とは異なる形で市場に受け入れられた。

### 日産自動車

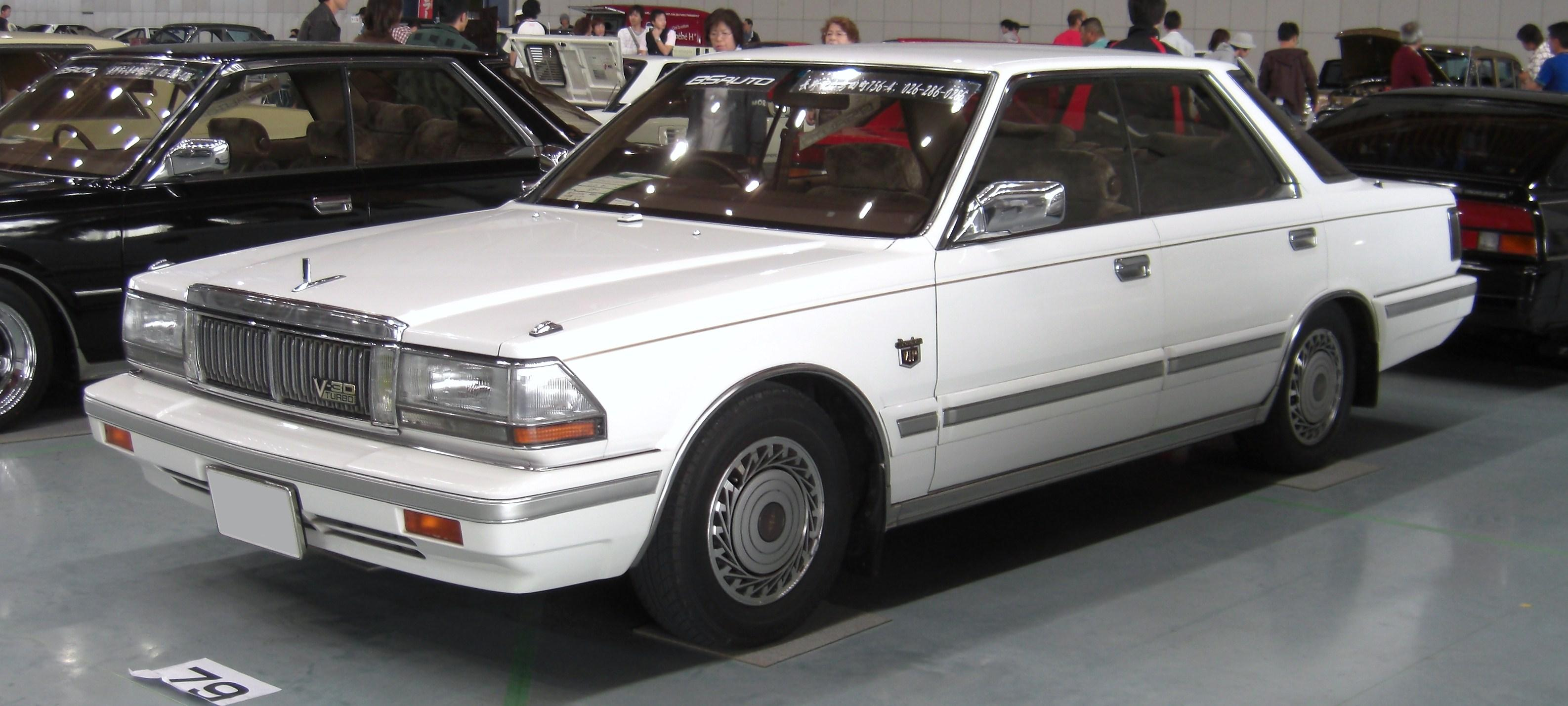
Y30系セドリック ブロアムVIP

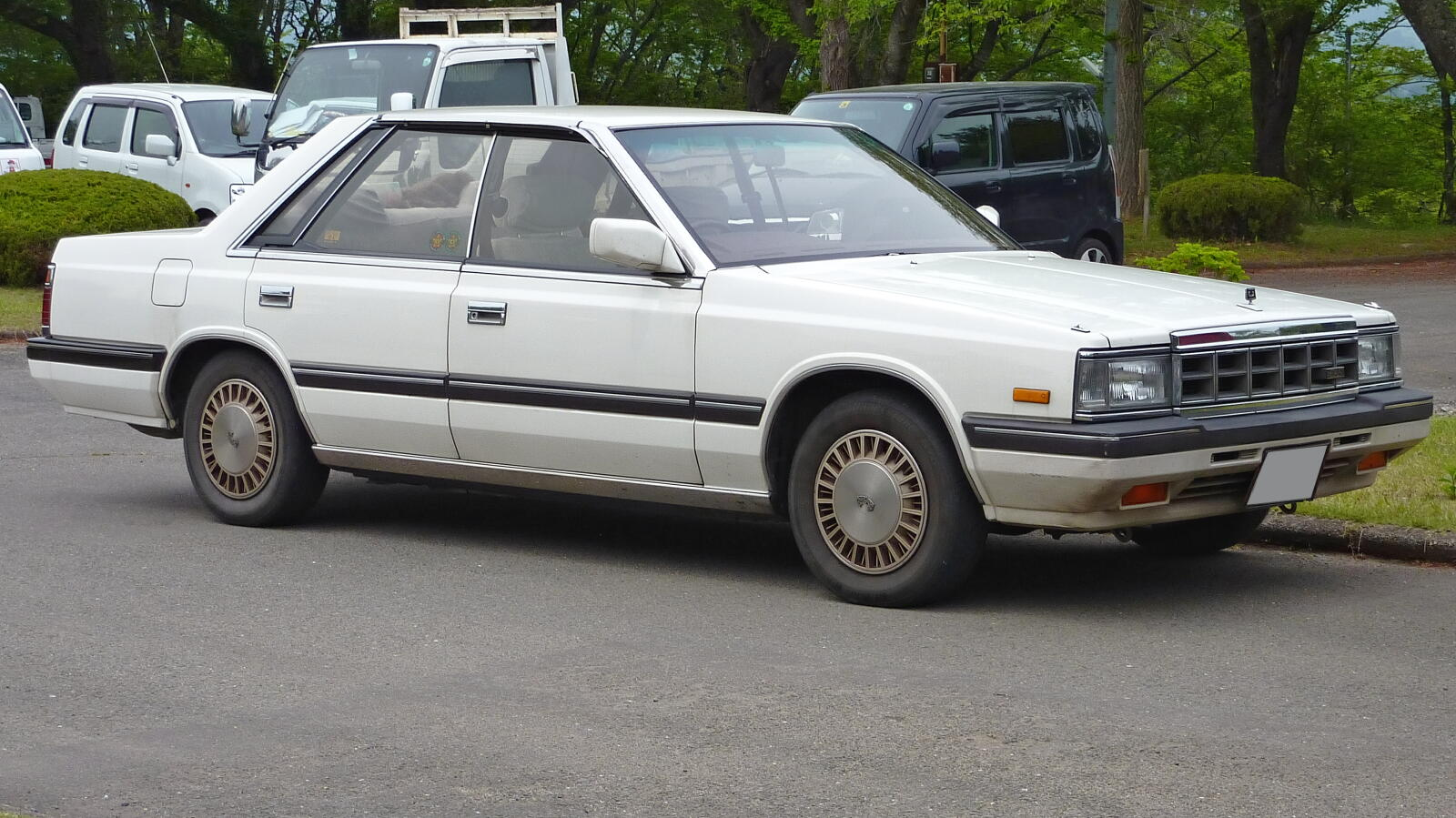
C32系ローレル（前期型）

- 日産・セドリック/グロリア（Y30型 - Y31型）
  - ハイソカーにカテゴライズされているトヨタ・クラウンに性格的にも近い車種であるが、人気ではクラウンに一歩及ばないままタクシー用の営業車を除いて平成16年に生産を終了した。ラインナップに「ブロアムVIP」というグレードがあったことから「VIP系」とも呼ばれた。当時の日産車に特有の良く言えば「硬派」、悪く言えば「武骨」なイメージも相まって、ハイソカーとは異なる「ワル」な設定が後付け・増幅され、VIPカームーブメントへと繋がった。
- 日産・シーマ（FPY31型）
  - 「シーマ現象」という流行語まで生み出すほどの大ヒットとなった車。上述のイメージを洗練して昇華させた優美なスタイリング、当時国産トップクラスの性能を誇るエンジンによる高い動力性能で人気を博した。あくまでも日産らしい、ハイソカー路線とは一線を画す性格の車種である。
- 日産・スカイライン（R31型）
  - 先代R30型がハイソカーブームに取り残されたことや、トヨタのマークII三兄弟に比べて基本設計の古さが目立ち、販売不振となったことから、これまでのスポーツ指向から、ハイソカー路線へモデルチェンジしたものの、マークII三兄弟と比べると後れていて洗練されていないと評されたスタイリングと、目玉となった新開発のツインカムエンジンの出来栄えが期待外れなことが主な理由でこれも成功作とは言えないものとなり、1986年5月のクーペの追加を機にレーシーなスポーツ路線へ回帰、1987年のツインカム系を中心としたエンジンの抜本的な改良や大幅なフェイスリフトをはじめとしたマイナーチェンジでそれを決定的なものとした。その後のモデル・R32型は歴代モデル以上のスポーツ路線を展開し、ハイソカーとは大きく逸脱したものとなったが、R31型までのスカイラインが良くも悪くも万人向けのモデルと言えたものなのに対し、ユーザーを選別するものとなったこともあって、販売実績的には好調とは言い難いものとなった。
- 日産・レパード（F30型 - F31型）
  - 高級パーソナルカーとして初代（F30系）はトヨタ・ソアラに先んじて登場したものの、良く言えば先進的だがソアラに比べて大味で好みの分かれるスタイル、旧態依然としたメカニズムと、2ドアクーペと4ドアハードトップ、さらに1.8Lの4気筒エンジンのラインナップでバリエーションの幅を広げた事がこの車の性格を曖昧にし、ソアラの人気に及ばなかった。2代目（F31系）はソアラを強く意識した2ドアクーペとして登場したが、スタイリングや動力性能、先進技術の度合い、ブランドイメージなどから実力・人気ともにソアラに及ばず、その後モデルチェンジごとに自動車としての性格を変え、確固たるブランド力を獲得出来ないいまま平成12年に生産が終わった。ただしF31系はテレビドラマ『あぶない刑事』に出演していたことからサブカル的な根強い人気があり、中古車市場では流通台数が少ないことからソアラよりも高値で取引されることもある。
- 日産・ローレル（C32型 - C33型）および日産・セフィーロ（A31系）
  - 日産としてはマークII・クレスタ・チェイサーの対抗車種と位置づけたが、ハイソカーとしての人気と認知度ではそれらを越えることはできないまま両車とも平成15年に生産を終了した。但し、マニュアル車の設定が晩年まであったことや、中古車価格がお手頃なことから、一部の走り屋には高い人気があった。
  - 先述したスカイライン（R32型）と、プラットフォームを共有する姉妹車（ローレル(C33型)・セフィーロ(A31型)）は、当時人気を誇っていたマークII三兄弟に対抗するため、各車種の個性を明確化してラインナップ全体でシェアを拡大する「シンフォニーL作戦」という販売戦略が、FF高級車であるマキシマと共に取られた。

### その他メーカー
- ホンダ・レジェンド（KA1 - 8型）

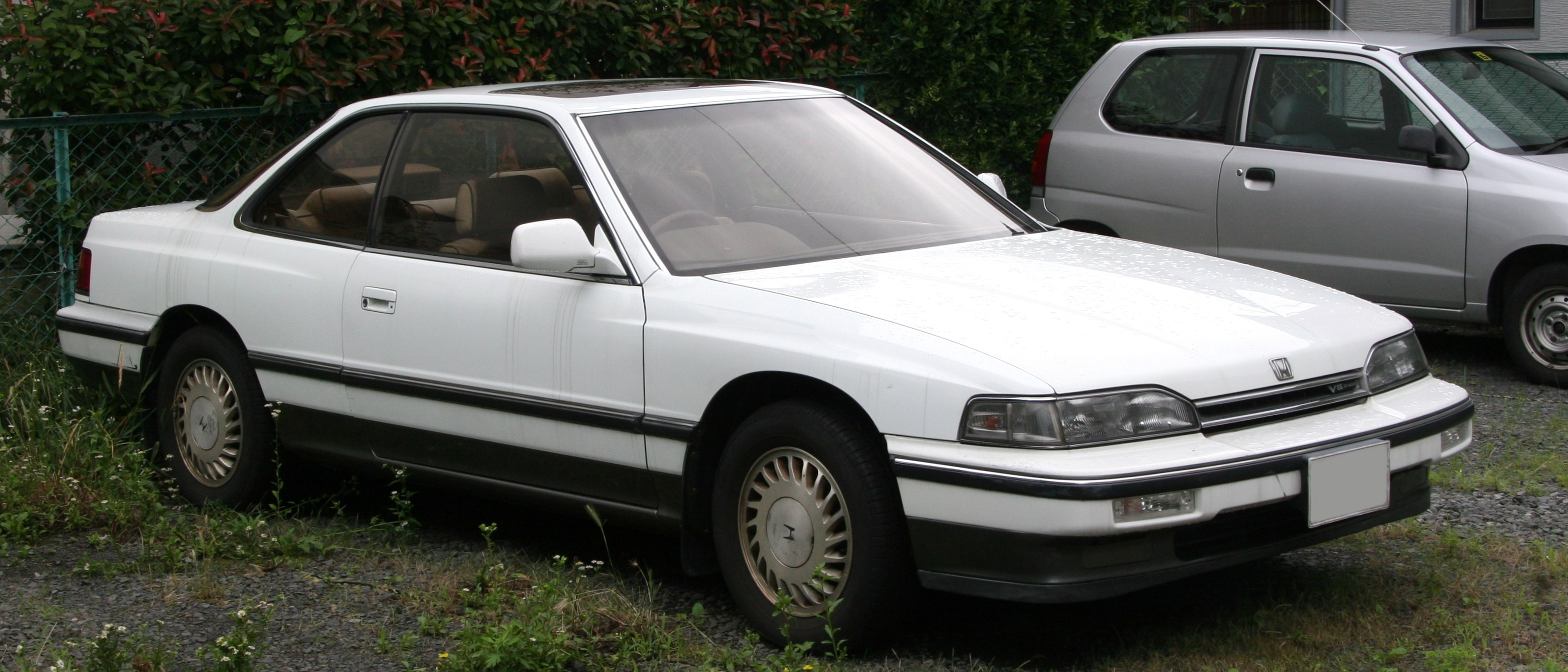
ホンダ・レジェンド（初代）2ドアハードトップ

  - トヨタ・クラウンに対抗意識を持つホンダのフラッグシップカーで、4ドアセダンの他に「対ソアラ戦略」として2ドアハードトップも投入した。当時のホンダは若さ、個性、スポーティ、ファッショナブルを旨とした商品のイメージが強く[2]、高級車においては定評が得られなかったこともあり、終始販売が低迷したまま令和３年に生産が終了したものの、国産車初の運転席/助手席SRSエアバッグをはじめABS、トラクションコントロール、衝突安全ボディさらには横滑り防止装置等の安全技術が搭載された。後にそれらの安全技術は他の国産車メーカーに大きな影響を与え、高級車のみならず小型車や軽自動車にも徐々に広がって行き、現在ではほぼ全ての国産車に搭載されている。
- ホンダ・アコードインスパイア/ビガー（CB5型）
  - ホンダがマークII・クレスタ・チェイサーのライバルとして送り込んだ、FFレイアウトを採り入れて直列5気筒SOHCエンジンを搭載した車種。バブル景気と重なって好調な売れ行きを見せたが、結局はそれらを越えることはないまま、ビガーは平成7年に、インスパイアも平成24年に国内販売を終了した。
- マツダ・ルーチェ（HC系）
  - 「マツダのクラウン」といった位置付けで販売され、内装などもクラウンやセドリックなどを意識していた。マツダらしくロータリーエンジン搭載のグレードも打ち出すも、売上の面では大成功とはいかなかった。
- マツダ・センティア（HD系 - HE系）
  - ルーチェの後継モデルとして1991年（平成3年）に販売が開始されたが、バブル崩壊や、失われた20年などに代表される長期不況の影響を受け、HE系にモデルチェンジしたものの、2000年（平成12年）3月に生産が終了された。特にHD系がマツダに及ぼした金銭的な影響力は大きなものであり、開発費用も損失も他車種と比べると莫大なものであった。しかし、ユーノス・500と並ぶその美しさは稀有なものとして特筆され、中古車がVIPカーのベースとして若年層の注目を集めたこともあった。
- ユーノス・コスモ（JC系）
  - 3個のローターとターボを備えるロータリーエンジンにより、国産トップレベルの動力性能と高級車的なフィーリングを両立させ、ソアラやレパードといった高級クーペ市場に向けて投入するが、バブルの崩壊およびそれに伴うクーペ市場の縮小、さらにはロータリーエンジン特有の燃費の悪さ（アメリカ車並みのリッター3キロと評されることもあった）もあって売上が低迷し、1996年（平成8年）に販売を終了した。
- 三菱・デボネア（S11A,S12A-S22A,A26A）
  - 22年間製造され続けてきた初代とは打って変わって、直線基調のデザインとV型6気筒エンジンを搭載して登場。しかし初代同様「三菱グループの重役専用車」のイメージを払拭できず、1992年10月にモデルチェンジを行うが、前述のマークII3兄弟やクラウンと比較すると売り上げが低調なまま平成11年に生産が終わった。
- 三菱・ディアマンテ
  - こちらも三菱自工がマークII3兄弟のライバルとして送り込んだもの。初代はバブル景気とは重なって好調な売れ行きを見せたが、バブル崩壊ともに販売は凋落し結局はそれらを越えることはないまま平成17年に生産が終了した。
- スバル・アルシオーネ
  - 「廉価でスタイリッシュな2ドアクーペ」としてアメリカ輸出市場を狙った。1800cc4気筒ターボエンジン採用。ただし当時のスバルの社内の位置づけとしては、廉価なクーペであっても「スバルのフラッグシップ」であった。後に急激な円高により「先進的な高級パーソナル・クーペ」として、日本国内市場でいうところのハイソカー的な性格の車種として宗旨変えして2700cc6気筒エンジンを搭載したが、この転換は成功といえず、日本国内市場においてもハイソカーとしては認知されず販売は低迷。なお後継モデルの「アルシオーネSVX」は当初より高級パーソナルクーペとして位置づけられたものの、バブル崩壊、初代レパード同様好き嫌いの別れるスタイリングもあって、初代同様に販売成績は芳しくないまま平成8年に生産が終了した。

こうして各メーカーが対抗してさまざまなハイソカーを投入したものの、人気・売り上げともにトヨタのハイソカーの牙城を崩すことはできなかった。そしてこれらの車種はハイソカーブームの終焉とバブル崩壊によって次々と廃止・グレード消滅していった。
21世紀にはいるとハイソカーの系譜である排気量が2L以上のノッチバック乗用車は燃料費が嵩むことなどから世界的に販売が斜陽化する傾向にあり、2024（令和6）年現在で上記車種及やその系譜を残すものは中国市場でその名を残すインスパイア、デボネアの現地生産車から始まったヒョンデ・グレンジャーのみである。まして日本国内販売が継続されているものに絞るとクラウンとスカイラインしか残っておらず、ついにはセドリック/グロリアの後継車であるフーガ及びシーマ、レジェンドすらも2022（令和4）年に生産終了してしまった。